# Marjory Allen
Marjory Allen, Baroness Allen of Hurtwood (geborene Gill; * 10. Mai 1897 in Bexleyheath; † 11. April 1976) war eine englische Landschaftsarchitektin und frühe Verfechterin von frühkindlicher Erziehung und staatlicher Fürsorge für Kinder. Sie verbreitete das Konzept von Abenteuerspielplätzen und war für die UNICEF und zahlreiche weitere Institutionen der Kinderfürsorge tätig.

## Leben und Schaffen
Marjory Gill wurde in Bexleyheath, Kent geboren. Sie studierte Gartenbau an der Bedales School und am University College, Reading. In den 1920er und 1930er Jahren arbeitete sie als Landschaftsarchitektin. 1930 wurde sie als erste Frau Mitglied des englischen Berufsverbandes Institute of Landscape Architects (ILA; heute: Landscape Institute LI), dessen Vizepräsidentin sie von 1939 bis 1946 war. 1924 war sie zudem Geschäftsführerin der Worker's Birth Control Group geworden.
1921 heiratete sie Clifford Allen, ein führendes Mitglied der Independent Labour Party, der 1932 zum ersten Baron Allen of Hurtwood ernannt wurde. Nach seinem Tod 1939 – während des Zweiten Weltkrieges – erweiterte Marjory Allen ihre Tätigkeit auf den Bereich der Kinderfürsorge. Mit Unterstützung des britischen Innenministers Herbert Morrison setzte sie ein Konzept um, nach dem Abfallmaterial aus den Trümmerfeldern zu Kinderspielzeug verarbeitet wurde. Ihr Engagement an der Seite von UNICEF für vertriebene und verwaiste Kinder in Europa und dem Nahen Osten trug mit zur Verabschiedung des Children Act 1948 bei, mit dem in England erstmals staatliche Fürsorgepflichten für Kinder geregelt wurden.
Sie war ab 1942 Direktorin und von 1948 bis 1951 Präsidentin der britischen Organisation für frühkindliche Erziehung, von der aus sie die Idee des Baus kostengünstiger, aber qualitativ hochwertiger Kinderkrippen in ganz Großbritannien förderte. Sie war Mitglied des Zentralen Beirats für Bildung (1945–1949) und Mitglied des Beirats für Kinderfilme (1944–1950) in England. Auf Grundlage ihres gemeinsam mit Alva Myrdal und weiteren Frauen aus europäischen Staaten entwickelten Konzepts wurde im Ergebnis einer 1948 in Prag durchgeführten UNESCO-Fachkonferenz zur frühkindlichen Erziehung  die OMEP (World Organisation for Early Childhood Education) gegründet, deren Vertretung in Deutschland durch die AGJ (Arbeitsgemeinschaft für Kinder- und Jugendhilfe) als Deutsches Nationalkomitee für frühkindliche Erziehung (DNK) erfolgt.
In der Nachkriegszeit veranlasste die Situation in neu entstehenden Siedlungen der englischen Städte sie zur Beschäftigung mit Spielverhalten und -bedürfnissen von Kindern nach freiem Spiel mit natürlichen Materialien. Sie verfasste mehrere Broschüren – Design for Play (1961), New Playgrounds (1965) und ein Buch, Planning for Play (1968), in denen sie das Konzept von Abenteuerspielplätzen propagierte, das sie in Kopenhagen am Beispiel des Endrup-Parks (sog. Müllpark) von C.Th. Sørensen kennengelernt hatte. Die zugrunde liegende Playwork-Theorie eignete sich unter anderem für kriegsbedingte Restflächen in den Städten und wurde auch von Jakoba Mulder und Aldo van Eyck in der Stadtplanung genutzt. Ihre Reise 1965 an die Ostküste der Vereinigten Staaten trug zur weiteren Verbreitung des Konzepts der Abenteuerspielplätze bei. Marjory Allen war Gründungsmitglied der International Play Association und der früheren Handicapped Adventure Playground Association, die Abenteuerspielplätze für behinderte Kinder einrichteten.
Marjory Gill Allen starb 1976.